# Staw Kachlarski
Staw Kachlarski – sztuczny zbiornik wodny (glinianka), zlokalizowany w Poznaniu, na granicy Rudniczego i Świerczewa (tzw. Szachty) pomiędzy ul. Glinianą i ul. Wykopy, w sąsiedztwie ul. Głogowskiej.
Staw o kształcie zbliżonym do trapezu. Wokół rozciągają się nieużytki i osiedla domów jednorodzinnych. W pobliżu znajdowała się jedna z najdłużej działających cegielni, spośród kilkunastu, w obrębie Szacht (do lat 90. XX w.).